# Armacia fusca
Armacia fusca är en insektsart som beskrevs av Melichar 1898. Armacia fusca ingår i släktet Armacia och familjen Ricaniidae. Inga underarter finns listade i Catalogue of Life.